# Robert Struckl
Robert Struckl, född 9 juni 1918, död 9 oktober 2013, var en friidrottare från Österrike. Han deltog vid olympiska sommarspelen 1936.